# 奧列尼夫西克 (博布里涅茨區)
48°3′19″N 32°21′22″E / 48.05528°N 32.35611°E
奧列尼夫西克（烏克蘭語：Оленівське），是烏克蘭中部的村莊，隸屬基洛夫格勒州的克羅皮夫尼茨基區。該村面積0.31平方公里，海拔高度87米，2001年人口108，人口密度每平方公里351.8人。